# Rèquiem (Ligeti)
El Rèquiem, per a soprano, mezzosoprano, dos cors mixtos i orquestra completa fou compost entre 1963 i 1965 per György Ligeti. L'estrena es va fer el 14 de març del 1965 a Estocolm.
El Rèquiem de Ligeti és una reflexió avantguardista sobre la situació de la música a l'època del cromatisme total, però paral·lelament un retorn a la polifonia clàssica dels mestres antics, acompanyada d'una minuciosa i gairebé artesanal obra vocal. L'estructura és d'aparença clàssica, però l'execució mostra un desmembrament orquestral total. No està dedicada a cap persona o esdeveniment concret, sinó a tota la humanitat.